# Turbinaria bifrons
Espèce
Statut CITES
Turbinaria bifrons est une espèce de coraux appartenant à la famille des Dendrophylliidae.